# Mechanical Spin Phenomena
Mechanical Spin Phenomena es el álbum debut de la banda danesa de metal industrial Mnemic

## Lista de canciones
1. «Liquid» – 3:35
2. «Blood Stained» – 2:55
3. «Ghost» – 4:16
4. «DB'XX'D»  – 3:22
5. «Tattoos»  – 3:12
6. «The Naked and the Dead» – 4:15
7. «Vacuum» – 3:39
8. «Mechanical Spin Phenomenon» – 3:00
9. «Zero Gravity» – 4:02

## Créditos
- Michael Bøgballe – Voz
- Mircea Gabriel Eftemie – Guitarra
- Rune Stigart – Guitarra
- Mikkel Larsen – Bajo
- Brian Rasmussen  – Batería

- Datos: Q1950523